# Scaphios wagra
Espèce
Scaphios wagra est une espèce d'araignées aranéomorphes de la famille des Oonopidae.

## Distribution
Cette espèce est endémique de la province de Napo en Équateur,. Elle se rencontre à Sacha Wagra à 665 m d'altitude dans la cordillère Orientale.

## Description
La femelle holotype mesure 1,83 mm.

## Étymologie
Cette espèce est nommée en référence au lieu de sa découverte, Sacha Wagra.

## Publication originale
- Platnick & Dupérré, 2010 : The Andean goblin spiders of the new genera Niarchos and Scaphios (Araneae, Oonopidae). Bulletin of the American Museum of Natural History, no 345, p. 1-120 (texte intégral).